# Щербані (Хмельницький район)
Щербані́ — село в Україні, у Старосинявській селищній громаді Хмельницького району Хмельницької області. Населення становить 385 осіб.

## Історія
7 (20) листопада 1917 року, відповідно до Третього Універсалу Української Центральної Ради, увійшло до складу Української Народної Республіки.
12 червня 2020 року, відповідно до розпорядження Кабінету Міністрів України № 727-р «Про визначення адміністративних центрів та затвердження територій територіальних громад Хмельницької області», увійшло до складу Старосинявської селищної громади.
19 липня 2020 року, в результаті адміністративно-територіальної реформи та ліквідації Старосинявського району, село увійшло до складу новоутвореного Хмельницького району.

## Населення

### Мова
Розподіл населення за рідною мовою за даними перепису 2001 року:
| Мова       | Кількість | Відсоток |
| ---------- | --------- | -------- |
| українська | 383       | 99.48%   |
| російська  | 1         | 0.26%    |
| білоруська | 1         | 0.26%    |
| Усього     | 385       | 100%     |

## Відомі люди
- Казміров Олександр Вікторович (1996—2018) — солдат, стрілець роти — помічник гранатометника 1-го відділення 1-го взводу 6-ї роти 2-го механізованого батальйону 24-ї ОМБр. Збройних сил України, загинув при виконанні обов'язків, під час війни на сході України у Донецькій області[6][7].